# Peter Foster
Pour les articles homonymes, voir Foster.
Peter Foster (27 juillet 1960) est un kayakiste australien pratiquant la course en ligne.

## Carrière
Peter Foster a participé aux Jeux olympiques de 1988 à Séoul. Il a remporté la médaille de bronze  en kayak biplace 1000 mètres avec Kelvin Graham. Le duo est par contre éliminé en demi-finales de la course de 500 mètres.

## Famille
Peter Foster est le fils de Jake Foster, joueur de water-polo ayant participé aux Jeux olympiques de 1952 et de 1956, ainsi que le frère de Margot Foster, rameuse médaillée de bronze olympique en 1984. 